# 마이켈 콘래드
마이켈 콘래드(Mikel Conrad, 1919년 7월 30일 ~ 1982년 9월 11일)는 미국의 배우, 영화 감독이다.

## 영화
- 고질라 3 - 괴수의 왕 (1956년) - 조지 로렌스 역
- 밴디트 퀸 (1950년)
- 프란시스 (1950년)
- 샌드 (1949년)
- 애보트와 코스텔로 3 (1949년) - Sgt. 스톤 역